# Калонда (округ Лученец)
Калонда (словац. Kalonda) — село, громада округу Лученець, Банськобистрицький край, центральна Словаччина, регіон Новоград. Кадастрова площа громади — 8,82 км².
Населення 209 осіб (станом на 31 грудня 2017 року).

## Історія
Калонда згадується в 1238 році.

## Населення
| Рік:            | 1994. | 2004.    | 2014.   | 2024.   |
| --------------- | ----- | -------- | ------- | ------- |
| Кількість осіб: | 203   | 233      | 214     | 195     |
| Різниця:        |       | +14,77 % | -8,15 % | -8,87 % |

| Рік:            | 2023. | 2024.   |
| --------------- | ----- | ------- |
| Кількість осіб: | 196   | 195     |
| Різниця:        |       | -0,51 % |